# Les Ténèbres du Dehors
Les Ténèbres du Dehors è il secondo album del gruppo Dark ambient Austro/Francese Elend, prodotto e distribuito nel 1996.
È il secondo dei tre dischi dell'Officium tenebrarum. Se il precedente Leçons de Ténèbres era dedicato alla disperazione, il nuovo lavoro affronta il tema della ribellione e della violenza attraverso la figura di Lucifero. La versione rimasterizzata del 2001, oltre a contenere la traccia bonus Birds of Dawn, presenta un booklet di colore rosso.

## Tracce
1. Nocturne - 4:51
2. Ethereal Journeys - 14:29
3. The Luciferian Revolution - 10:57
4. Eden (The Angel in the Garden) - 4:17
5. The Silence of Light - 8:05
6. Antienne - 6:45
7. Dancing under the Closed Eyes of Paradise - 9:36
8. Birds of Dawn - 12:10*
9. Les Ténèbres du dehors - 4:23

* Traccia bonus della versione rimasterizzata nel 2001

## Formazione
- Iskandar Hasnawi: Vari strumenti
- Renaud Tschirner: Vari strumenti
- Eve-Gabrielle Siskind: Soprano
- Nathalie Barbary: Soprano